# Руки (река)
Руки — левый приток реки Конго в Экваториальной провинции Демократической Республики Конго.
Берёт начало в провинции Восточное Касаи около города Катако-Комбе. В верхнем течении до слияния с рекой Ломела в районе города Боэнде имеет название Чуапа, до слияния с рекой Момбойо (Луилака) в районе города Ингенде носит название Бусира, далее до впадения в Конго в районе города Мбандака называется Руки.
Длина реки от места слияния Бусиры и Момбойо составляет 105 км, а от истока Чуапы — примерно 1300 км. Площадь водосборного бассейна составляет 173,8 тыс. км². Река судоходна на протяжении 1108 от устья.
По берегам реки и её притоков произрастают густые экваториальные леса, долины заболочены. Питание дождевое.
Вода насыщена органическими веществами.

## Притоки
- Тумбенга
- Ломела
- Салонга
- Момбойо (Луилака)